# Frederick Law Olmsted
Frederick Law Olmsted (Hartford, 26 april 1822 – Belmont, 28 augustus 1903) was een Amerikaans landschapsarchitect, journalist, maatschappijcriticus en openbaar bestuurder. 
Hij wordt de vader van de Amerikaanse landschapsarchitectuur genoemd; een titel die hij weleens moet delen met Andrew Jackson Downing. Olmsted ontwierp stadsparken als Central Park en Prospect Park in New York, het Niagara Reservation in Niagara Falls (New York), het Mount Royal Park in Montreal en de Emerald Necklace rond het centrum van Boston. Hij ontwierp ook de tuinen rond het Capitool in Washington D.C..
Daarnaast was Olmsted betrokken bij de natuurbeschermingsbeweging. Zo was Olmsted een van de krachten achter de aanduiding van de Yosemite Valley en Mariposa Grove als staatspark, hetgeen later zou leiden tot de oprichting van Yosemite National Park.
- Bibsys: 90542935
- Biblioteca Nacional de Chile: 000202440
- Biblioteca Nacional de España: XX1280721
- Bibliothèque nationale de France: cb120293167 (data)
- Author citation (botany): Olmsted
- Catàleg d'autoritats de noms i títols de Catalunya: 981058508075006706
- CiNii: DA05678589
- Gemeinsame Normdatei: 119320835
- International Standard Name Identifier: 0000 0001 0898 4567
- Library of Congress Control Number: n79006585
- Nationale Bibliotheek van Letland: 000327308
- MusicBrainz: 5ac6b9d7-a01b-4cb6-b2ed-f9f227611af7
- National Archives and Records Administration: 10582995
- Bibliotheek van het Japanse parlement: 00621231
- Nationale Bibliotheek van Tsjechië: kup20030000072366
- Nationale bibliotheek van Australië: 35397957
- Nationale Bibliotheek van Israël: 987007275448105171
- Nederlandse Thesaurus van Auteursnamen: 069064857
- Réseau des bibliothèques de Suisse occidentale: 02-A013302081
- Istituto Centrale per il Catalogo Unico: TSAV001287
- SNAC: w6hd7vhb
- Système universitaire de documentation: 028461932
- Trove: 938677
- Union List of Artist Names: 500015125
- Virtual International Authority File: 49240034
- WorldCat: E39PBJfh6gYDWh37YcKb49xqwC